# Christfried Präger
Christfried Präger (* 6. August 1943 in Tetschen-Bodenbach; † 9. Oktober 2002 in Darmstadt) war ein deutscher Bildhauer.

## Leben

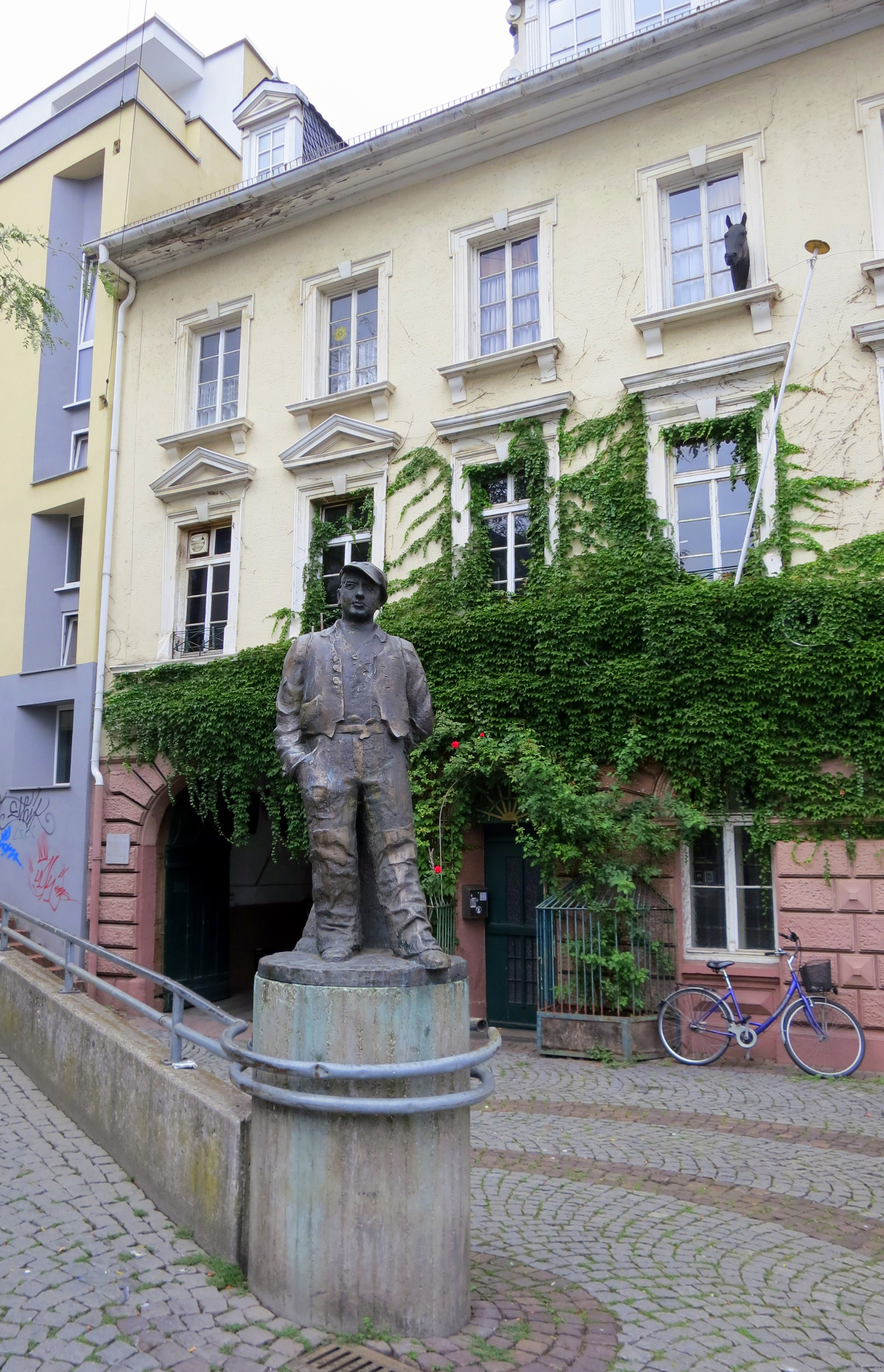
Heiner in Darmstadt

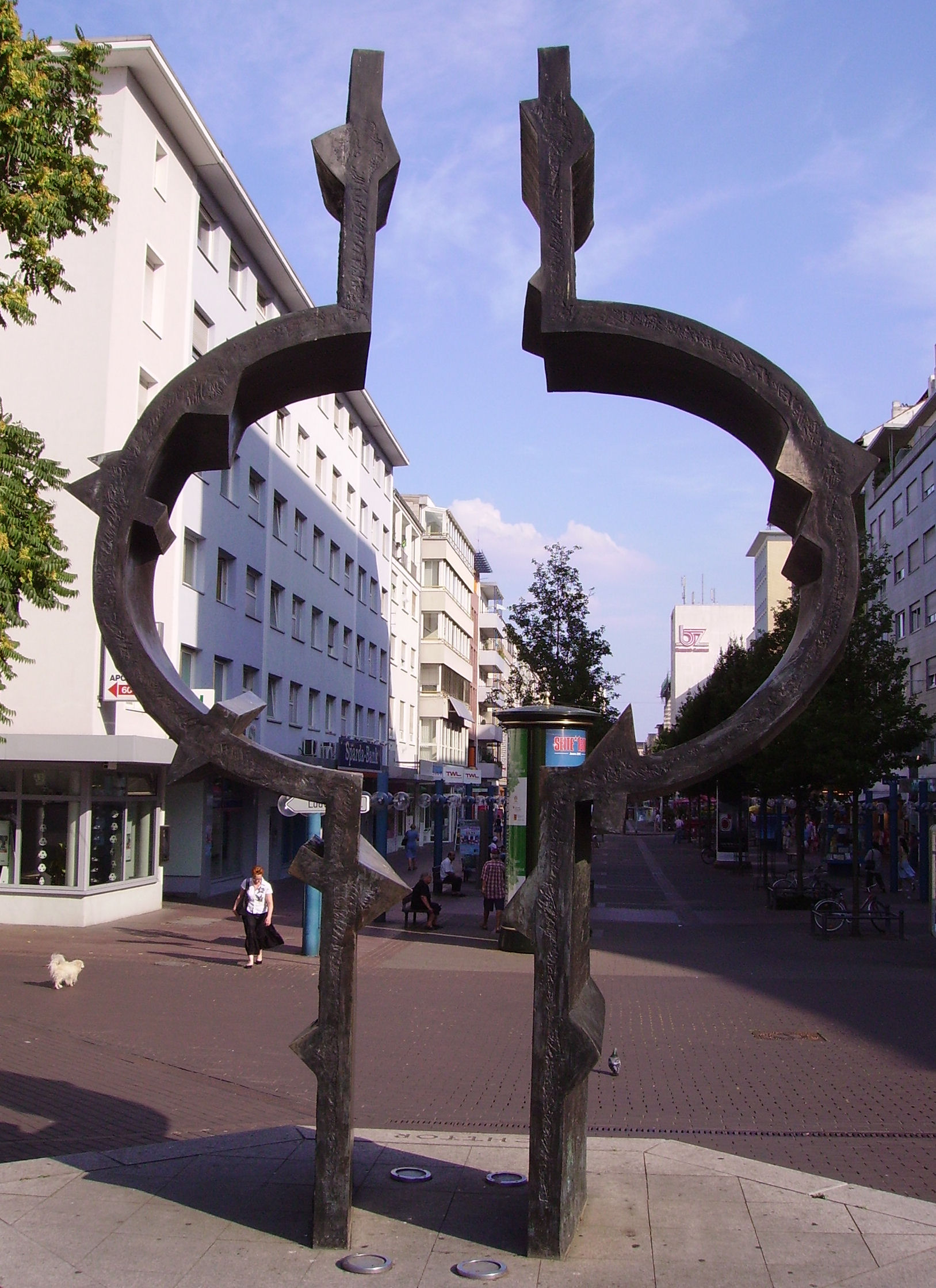
Lichttor in Ludwigshafen am Rhein

Christfried Präger studierte bis 1966 Bildhauerei an der Werkkunstschule Darmstadt bei Heinz Pfaender und Aktzeichnen bei Fritz Schwarzbeck.
Präger arbeitete gleichzeitig im Atelier des Darmstädter Bildhauers Georg von Kovats.
Von 1967 bis 1969 studierte er Bildhauerei an der Akademie der bildenden Künste Wien.
Das Studium in Wien schloss er als Meisterschüler von Oswald Oberhuber und Fritz Wotruba ab.
Der im Jahre 1962 nach Darmstadt übersiedelte Präger lebte nach dem Studium in Wien wieder in Darmstadt als freischaffender Künstler.

## Werk (Auswahl)
- Grüner Brunnen in Darmstadt (1979)
- Hercynischer Brunnen in Darmstadt-Bessungen (1984)
- Die lebensgroße Figur Heiner in Darmstadt (1995)
- Die Klagemauer in Darmstadt (1996)
- Die Georg-Christoph-Lichtenberg-Figur im Polizeipräsidium Südhessen (1996), siehe Polizeipräsidium Südhessen
- Skulpturen im Park in Mörfelden (1998)